# Hägring
För filmen med samma namn, se Hägring (film)

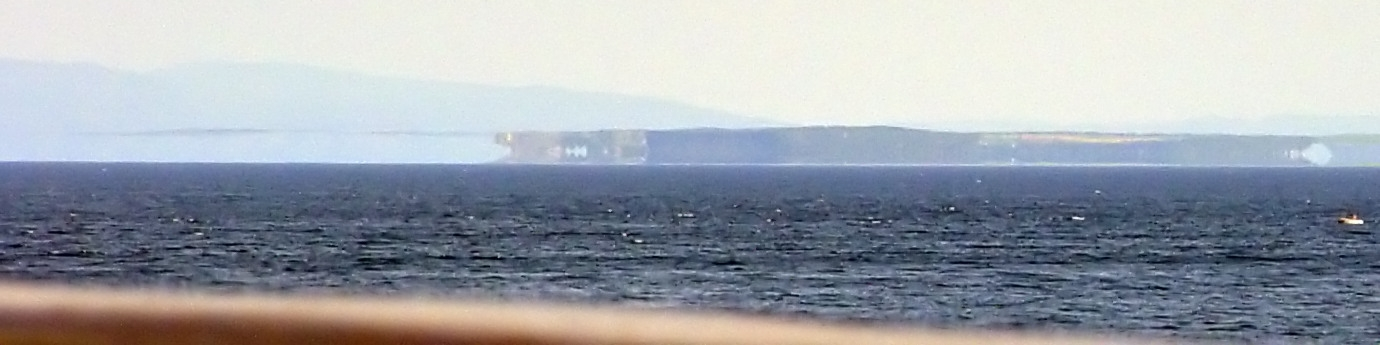
Hägring vid kusten i Norge

Hägring är ett optiskt fenomen som beror på ljusstrålarnas brytning och reflexion mot luftlager av olika täthet och som uppträder då atmosfärens brytningsindex varierar med höjden.
En klassisk hägring berättas från Vitus Berings seglats runt Nordostpassagen. Ovanför polcirkeln i mörka polarnatten kunde solen ses genom hägring många dagar innan den enligt almanackan skulle dyka upp ovanför horisonten.
Det är just i Arktis och Antarktis som hägringar är vanliga. Flygledartorn och berg dyker plötsligt upp som hägringar ovanför horisonten. Hägringen är också ett fenomen som i alla tider har lurat karavaner som färdats genom öknen. Vid stora temperaturskillnader mellan olika höjder kan ljusstrålar böjas av, och därigenom kan föremål bortom horisonten dyka upp ovanför den.
Vid bilkörning i motljus en varm sommardag kan vägbanan plötsligt se regnvåt ut. När bilen väl hunnit till den till synes våta fläcken visar det sig att vägbanan är fullständigt torr. Förklaringen är att det är fråga om ett hägringsfenomen på grund av temperaturinversioner i ett tunt skikt strax ovanför vägbanan.
Hägringar är ingen optisk illusion i vanlig mening, utan ett äkta fysikaliskt fenomen.